# COMIC SEED!
『COMIC SEED!』（コミックシード!）は、ぺんぎん書房および双葉社が毎月配信していたウェブコミック誌。
ぺんぎん書房が2002年9月20日より提供を開始した。同社が2005年11月に破産宣告を受けたことから一時休刊していた。
事業単体は黒字だったことから、双葉社が引き継ぎ、2006年4月28日よりサービスを再開し、2008年6月30日配信の第28号をもって休刊となった。後継のウェブコミック配信サイトとして、同年8月20日に『WEBコミックハイ!』がオープン。

## 特徴
編集は『コミックハイ!』編集部が兼任。
会員制ではなく、完全無料配信で広告収入により運営されていた。専用ビューワをインストールする必要が無く、読者の負担を大幅に軽減している。ぺんぎん書房時代から引き継がれている作品もあるが、双葉社より復刊された時点で「復刊」ではなく「新創刊」という扱いになっている。バックナンバーは2号分まで閲覧可能。毎月14日まで公開。
創刊当初はビューワが立ち上がると自動的に『コミックハイ!』のCM動画が流れていたが、2006年9月号からCMは無くなった。

## 連載作品
- 穴街の彼等（ハラカズヒロ）→打ち切り
- アンニョン!（Tiv）→『WEBコミックハイ!』へ移籍
- 赤色ライオット!（黒渕かしこ）→打ち切り
- つぐもも（浜田よしかづ）→『WEBコミックハイ!』へ移籍
- どんちゃRX（鈴木典孝）
- 眠り姫のはぐはぐ（小谷あたる）→『WEBコミックハイ!』へ移籍
- 女神のカルバナル（高槻ナギー）

### 連載終了作品
- 甘忍少女あずき（東雲水生）
- ヴァイセフラウ（鳥居チカ、原作：為我井徹）
- えんまちゃん（かがみふみを）
- GIRL×GIRL×BOY〜乙女の祈り〜（KUJIRA）
- げーむ屋さん?（春風道人）
- ごうがいっ!（まるのすけ）
- ココノカの魔女（桐原いづみ）
- 大願成就 こももでしょ!（まるのすけ）
- どんちゃ（鈴木典孝）
- ハナノメタモ。（たむら純子）
- WHITE CHAOS（濱元隆輔）
- 魔法少女ここあ（宮越良月）
- みつあみ☆パンプキン（鈴木典孝）
- 夢現砂楼 瓶詰めの地獄（ぶるマほげろー）
- pomme d'amour（きづきあきら）
- ゆーあい☆エトランゼ（晴瀬ひろき）
- ユメノクニ（宗田朋+柊ゆたか）
- 妖狐爛乱（草凪蜻蛉）
- ♡120（東皓司）

### 再録作品
- こどものじかん（私屋カヲル） - 『COMIC HIGH』に掲載された単行本未収録話（単行本化された同タイトル作品のプロトタイプ）。

## 単行本
2007年1月より、基本的に「ACTION COMICS SEED!」レーベルで双葉社より刊行されている（他のレーベルで刊行される作品も存在する）。

### 旧・SEED! COMiCS
以下のタイトルは「SEED! COMiCS」としてぺんぎん書房から刊行されていた。
- 私立彩陵高校超能力部（石田あきら） - 『月刊ComicREX』に移行。
- ヨイコノミライ!（きづきあきら） - 『IKKIコミックス』に移行。
- モン・スール（きづきあきら） - 描き下ろしを加え、ガムコミックスプラスから再版。
- 針とオレンジ（きづきあきら）
- ぼくのためのきみときみのためのぼく（きづきあきら）
- 氷が溶けて血に変わるまで（きづきあきら）
- ふたりだけのうた（きづきあきら）
- LA QUINTA CAMERA（オノ・ナツメ） - 『LA QUINTA CAMERA 〜5番目の部屋〜』として、小学館より再版。
- not simpl]（オノ・ナツメ） - 小学館より再版。
- しこたま（鈴木典孝）
- サカサでnight!（鈴木典孝）
- マルキュウ!（別天荒人）
- あけおめっ!（かずみ義幸）
- 勤務中異状なし（かずみ義幸）
- OZ〜DOROTHY〜（宗田朋+柊ゆたか）
- リリーフ（筱將仁、原作：かのう美鶴）
- ちえのわ（小だまたけし）
- 新撰組異聞暴流愚（芦田豊雄）
- ふくふく。（ふる鳥弥生）
- needle（中田ゆみ）
- 密・リターンズ!愛蔵版（八神健） - 『週刊少年ジャンプ』連載作品。

など。